# Evergreen Terrace
Evergreen Terrace es una banda de hardcore originaria de  Jacksonville, Florida. Formados en 1999, su nombre tiene origen en la calle habitada por Los Simpsons. El sexto álbum de la banda Dead Horses fue lanzado el 10 de diciembre de 2013 a través de Rise Records.

## Miembros
- Andrew "Drew" Carey - vocalista (1999-actualidad)
- Craig Chaney - guitarra, vocalista melódico (2000-actualidad)
- Jason Southwell - bajista (1999-2009, 2012-actualidad)
- Alex Varian – guitarra, coros (2012–actualidad), bajo (2010–2012)
- Brad Moxey – batería (2013–actualidad)

## Antiguos miembros
- Joshua "Woody" Willis – guitarra (1999–2000)
- Joshua Smith – bajo (1999–2000)
- Christopher "Panama" Brown – batería (1999–2005)
- Kyle "Butters" Mims – batería (2005–2010)
- Josh James – guitarrista, coros (1999–2012)
- Caleb James – batería (2010–2013)

## Discografía
| Día de lanzamiento       | Título                                         | Sello               |
| 31 de julio de 2001      | Losing All Hope Is Freedom                     | Indianola Records   |
| 26 de noviembre de 2002  | Burned Alive by Time                           | Eulogy Recordings   |
| 20 de mayo de 2002       | xOne Fifthx vs. Evergreen Terrace              | Indianola Records   |
| 17 de octubre de 2004    | Writer's Block                                 | Eulogy Recordings   |
| 13 de julio de 2004      | At Our Worst                                   | Eulogy Recordings   |
| 21 de julio de 2005      | Sincerity Is an Easy Disguise in This Business | Eulogy Recordings   |
| 24 de julio de 2007      | Wolfbiker                                      | Metal Blade Records |
| 29 de septiembre de 2009 | Almost Home                                    | Metal Blade Records |
| 10 de diciembre de 2013  | Dead Horses                                    | Rise Records        |

## DVD
| Día de lanzamiento | Título                            | Sello             |
| 4 de junio de 2005 | Hotter! Wetter! Stickier! Funner! | Eulogy Recordings |